# 쇠무릎
쇠무릎은 비름과의 여러해살이풀이며, 우슬(牛膝)이라고도 한다. 길가에서 흔히 볼 수 있으며, 한국에서는 중부 이남에 널리 분포하고 있다.

## 생태
줄기는 사각 기둥 모양이며 단단하고, 높이는 1m 가량이다. 마디는 소의 무릎과 같이 타원형으로 등글게 뭉쳐 있다. 잎은 마주나며 큰 타원형이나 달걀형이다. 8~9월경에 줄기 끝이나 잎겨드랑이에서 긴 수상 꽃차례가 나오는데, 거기에 녹색의 작은 꽃이 달린다. 꽃덮이조각·수술은 5개씩이며, 수술대는 아랫부분이 합쳐져 있고, 각 수술대 사이에는 돌기가 나와 있다. 작은 포엽이 가지 모양으로 되어 있어 옷 등에 잘 붙는다.

## 쓰임새
어린순은 나물로 먹고, 뿌리는 관절염, 신경통 등의 약재로 쓰인다. 생약으로 뿌리를 쓰며 우슬(牛膝)이라 한다. 사포닌 화합물과 스테로이드 화합물을 함유하고 있다. 정혈, 이뇨, 통경, 강장약으로 쓴다. 생우슬은 소옹저, 산어혈, 요슬동통, 한습위비, 임병, 혈뇨, 생리불순, 산후 어혈로 인한 복통, 포의불하, 질타손상, 후비를 치료한다. 잎과 줄기도 우슬과 효능이 같으므로 봄과 여름에는 줄기와 잎을 쓰기도 한다.